# Ossalato decarbossilasi
L'ossalato decarbossilasi è un enzima appartenente alla classe delle liasi che catalizza la seguente reazione:
ossalato + H+  = formiato + CO2